# Pitfest
Pitfest is een jaarlijks terugkerend Nederlands muziekfestival dat de eerste vijf edities werd gehouden in Erica in  Zuidoost-Drenthe. Vanaf 2023 verhuist het festival naar Emmen. Pitfest richt zich vooral op een bonte mix van punkrock, hardcore en metal en aanverwante subgenres. Tijdens de eerste twee edities besloeg het festival een enkele dag en werd het gehouden in het lokale Café The Spot. Vanaf de derde editie vindt het festival buiten plaats en is het verlengd naar twee dagen.
Vanaf 2023 duurt het festival drie dagen.
Naast het reguliere meerdaagse evenement, wordt er in de winter een 'indoor' editie gehouden in Emmen.

## Edities
20169 april: Peter Pan Speedrock, Born From Pain, Sinister, Herder, Insanity Alert, Bodyfarm, Distillator, Cornered, Mörser, The Real Danger, Entrapment, Wolftone, Accelerators, Smash the Statues, Bring on the Bloodshed, Dead Giveaway, Troops of Doom
20178 april: Napalm Death, Crowbar, God Dethroned, No Turning Back, God Macabre, Angel Crew, Antillectual, Bombs of Hades, Black Rodeo, Lifeless, Camp High Gain, Reproach, Toxic Shock, Lifespite, No Gods No Masters, Bad Attitude
201827-28 april: Vader, Exhumed, Zeke, Bloodbath, Tankard, Altar, No Fun at All, Rotten Sound, Blacklisted, Evil Invaders, Bishops Green, Witchery, Victims, The Lurking Fear, Martyrdöd, Dust Bolt, Seein Red, Dead Head, Knuckledust, Implore, Broken Teeth, I Against I, Just Before Dawn, Corrupt Moral Altar, Mass Worship, Grade 2, Chain Reaction, Citizens Patrol, Diagnosis?Bastard!, Black Decades, Zero Zero Zero, Uhgah? Wugah!
2018 (Indoor)24 november: Sheer Terror, Doom, Cut Up, Weak Aside, Distillator, Troops of doom, Space Chaser, Hard Shoulder
201924-25 mei : Venom Inc., Sodom, Discharge, Wolfbrigade, Asphyx, The Real McKenzies, Skitsystem, Integrity, ACxDC, The Varukers, Wombbath, Cripple Bastards, Just Before Dawn, Soulburn, Gutalax, Dr. Living Dead, Vitamin X, Gods Forsaken, Malignant Tumour, Seeing Red, Overruled, Generation Decline, Herder, Thanatos, Teethgrinder, Toxocara, Suffering Quota, Carnation, Halshug, Bloodbastard, Procreation, Pressure Pact, Vexation, Bütcher, Raw Peace, The Flesh, Hetze
2020 uitgesteld vanwege coronapandemie
2021 uitgesteld vanwege coronapandemie
2022 (Indoor)
9 april: Birdflesh, Just Before Dawn, Blood Sucker, Deadspeak, Skroetbalg, Fatesealer, Glitch.
2022
12-14 mei : The Toy Dolls, At The Gates, Cryptic Slaughter, Violator, , God Dethroned, Gama Bomb, Blood Red Throne, Backfire!, Insanity Alert, Fleshcrawl, Mörser, Blind To Faith, The Take, Lords of Flesh, Risk It, Revel in Flesh, Fredag den 13:e, Yacoepsae, Graceless, Indian Nightmare, Lies!, Tankzilla, Dödsrit, Myteri, Burial Remains, Skroetbalg, Hometown Crew, Mouflon, Lasso, The Shivvies, Sick Sick Sinners, Open Veins, Youth Deprivation, Deaf Forever, Gorefunest, NOFX Tribute
2023
30 juni, 1-2 juli: Terror, Aborted, Unearth, Cockney Rejects, Dog Eat Dog, Incantation, Sheer Terror, Combust, Hellripper, Spy, Bent out of Shape, Bladecrusher, Disquiet, Destructo, Mayhem, Madball, Midnight, Phil Campbell & the Bastard Sons, Rude Boy, Full of Hell, Catharsis, Dwarves, Messiah, Harlot, End It, Knife, Verwoed, Brutal Sphincter, Slaughterday, Skroetbalg, Lies!, Azijnpisser, Mindwar, Lifelong, Radeloos//Ziedend, Marduk, Grave, Exhorder, Onslaught, Killing Time, Cro-Mags, Bulldoze, Zeke, Spectral Wound, Nine Pound Hammer, Kjeld, Primitive Man, Galvanizer, Frenetic Trio, Additional Time, Born Infected, No Gods No Masters, No Way.
2024
4, 5 & 6 juli: Hatebreed, Amenra, Napalm Death (last minute vervanger voor Sick of it All), Agnostic Front, Sabbat, Heideroosjes, Gaerea, Massacre, Wormrot, Dropdead, Ratos de Porao, Immolation, Wolfbrigade, Neuk!, Excel, Nakkeknaekker, Outlaw, Temple of Dread, Overruled, Teething, Ondfodt, Massive Assault, Salacious Gods, Monolith Deathcult, Gruesome, Phantom Corporation, Dead Heat, Chemicide, Graceless, Earth Crisis,  Skroetbalg.